# Lidové komuny

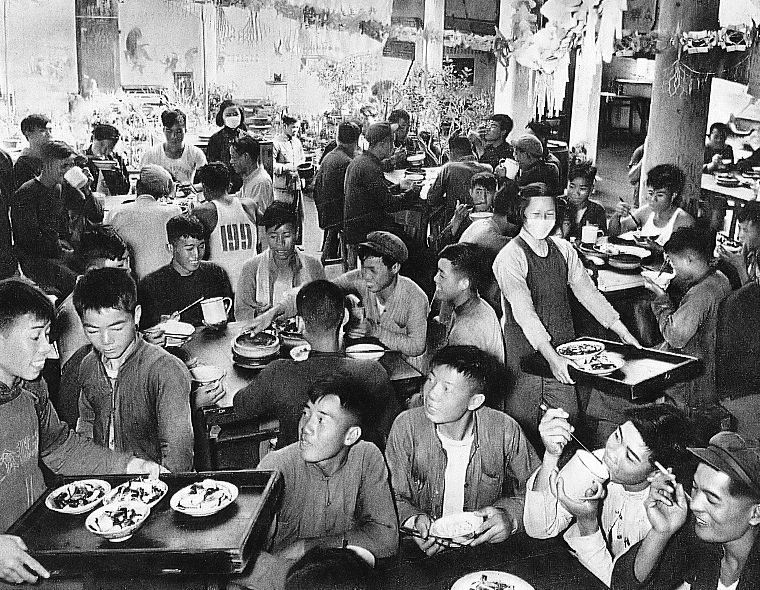
Jídelna lidové komuny, 1959

Lidové komuny (čínsky 人民公社; pinyin rénmín gōngshè) byly administrativní celky, které byly zakládány především na venkově v Čínské lidové republice mezi léty 1958–1983, hlavně však v období Velkého skoku. Termín "komuna" pochází z latinského communia, znamenající velké shromáždění lidí sdílejících společný život. V komunách se kolektivně realizovalo zemědělství, průmysl, obchod, vzdělávání a armáda. Současně byly i hlavními společenskými jednotkami bez třídních rozdílů. Čínská lidová komuna se v mnoha ohledech lišila od Pařížské komuny, která byla spíše revoluční politické zřízení.

## Vznik
Usnesení o zakládání lidových komun bylo schváleno na zasedání politbyra v přímořském letovisku Beidaihe 29. srpna 1958 (zveřejněno 10. září). Jelikož se předešlá koncepce organizace do zemědělských družstev neosvědčila, Mao Ce-tung přišel s koncepcí založení ještě větších organizačních prvků, lidových komun, které měly zahrnovat všechny výrobní i nevýrobní sféry a měly tvořit základní společenskou jednotku.
Ještě před schválením druhé pětiletky a spuštěním tzv. Velkého skoku vpřed byly v komunistické Číně "skokově" realizovány velké pracovní celky, které byly předzvěstí následujícího zakládání lidových komun. Stalo se tak při hromadném budování vodních děl a výstavbě tzv. místního průmyslu mezi léty 1957–1958. Největší z těchto pracovních skupin vznikla v Chayashanu v provincii Che-nan, kde se přibližně 9 400 domácností sloučilo do jednoho administrativního celku. Inspiraci lidových komun však lze sledovat už dříve, a to v okresu Xushui (asi 100 km jižně od Pekingu). Tam se místnímu správci Zhang Guozhongovi podařilo nabrat 100 000 mužů na budování zavlažování této oblasti. Tuto pracovní sílu rozčlenil po vojenském vzoru na prapory, brigády a čety, které přebývaly v provizorních kasárnách a stravovaly se ve společných jídelnách. Tento projekt byl velice úspěšný a brzy se o něm doslechlo vedení KS Číny v čele s Mao Ce-tungem, který prohlásil, že tento úspěch by měl být široce podporován. Mao se poté rozhodl navštívit provincie Che-pej, Šan-tung a Che-nan, kde pochválil kádry, kteří se rozhodli slučovat farmáře do vojenských celků. Následkem byl hromadný entuziasmus stranických kádrů, který vyústil v kolektivizaci celého venkova do celkem 26 000 komun, z nichž některé čítaly až 20 000 domácností.
Nadšení pro zakládání lidových komun a jejich posvěcení na zasedání v Beidaihe v roce 1958 bylo bezpochyby ovlivněno i hospodářskými úspěchy uplynulého roku, kdy byla v Číně mimořádně dobrá úroda. Toho využila oficiální propaganda, která tuto úrodu přičetla zbudování vodních děl, sběru hnojiva, hlubší orbě atd. To mezi lidmi zřejmě pomohlo vzbudit dojem, že se jedná o jev trvalý, a že Čína konečně objevila cestu, jak dostihnout nejvyspělejší země a rychle dosáhnout komunismu. Komuny byly také schváleny politbyrem složeným hlavně z bezmezných podporovatelů předsedy Maa. Plánu se nedostalo kritiky také proto, že lidé, kteří by jej mohli odborně posoudit, byli politicky eliminováni v průběhu předešlé Kampaně proti pravičákům mezi léty 1957–1958.
Přibližně rok po fungování komun je kritizoval tehdejší ministr národní obrany Peng Dehuai, za což byl zbaven funkce a později označen za pravičáka.

## Charakteristika
Komuna byla v pořadí třetí nejvyšší administrativní úroveň v tehdejší struktuře kolektivizace. Běžný rolník měl tehdy nad sebou šest úrovní (řazeno vzestupně) – výrobní družstvo, brigáda, komuna, újezd, okres a provincie. V komunách bylo zavedeno skupinové vlastnictví veškerého majetku, v radikálních případech i většiny osobního majetku. Všechno vybavení domácností včetně zvířat bylo kolektivizováno a o jeho dalším využití rozhodovala komuna. V důsledku zavedení bezplatného stravování bylo lidem zabaveno vybavení jejich kuchyně včetně nábytku, čímž byly vytvořeny velké skupinové jídelny, kde bylo jídlo vydáváno na příděl. Toto byl jeden z důvodů pozdějšího Velkého hladomoru, kdy kvůli nízké úrodě a současně vysokým odvodům sklizně do měst lidem v komunách nezbyly žádné potraviny. Pro zvýšení průmyslové produkce byla v některých případech lidem stržena obydlí a cihly byly zkonfiskovány pro účely zbudování malých vysokých pecí pro tavení železa.
Významným prvkem byla militarizace komun. Lidé do práce na poli nastupovali za zvuku bubnů, gongů a propagandistické hudby v organizovaných zástupech vedenými místními kádry. Zveličováno bylo také nebezpečí války a národ byl vyzván k přípravě na ni zakládáním lidových milicí. To mělo výhodu v lepší organizaci práce a také v důsledné kontrole aktivit jednotlivců.